# Együd Árpád Kulturális Központ
Az Együd Árpád Kulturális Központ (más néven Agóra) Kaposvár egyik fontos kulturális intézménye.

## Története

### Az intézmény és a régi épület
Az intézmény története 1955-ig nyúlik vissza, ekkor jött létre ugyanis a kaposvári Úttörő Technikai Állomás, amelyből hamarosan megszületett a kommunista Kilián Györgyről elnevezett Ifjúsági és Úttörőház. Ennek székhelye sokáig a Bajcsy-Zsilinszky utca nyugati vége felé, az egykori Nemzeti Kaszinó épületében volt. Tevékenységi köre (többek között módszertani segítségnyújtással) 1978-ban bővült, majd szervezetileg összekapcsolták Kaposfüred és Kaposszentjakab közművelődési intézményeivel.
Önálló épületet először 1980-ban kapott: ekkor épült fel a Somogy Megyei Állami Építőipari Vállalat kivitelezésében, már a mai helyén az első székház, méghozzá Erdélyi Zoltán tervei alapján. Felavatására 1980. február 15-én került sor Kovács Ferenc városi tanácselnök jelenlétében. Ez a szögletes, mindenhol derékszögeket alkalmazó épület fehér színű volt, kívülről a falát csempéhez hasonló elemek borították, belsejében egy nagyjából 1000 személy befogadására alkalmas színházterem is helyt kapott. 1986-ban már nem csak ifjúsági és úttörő központ volt, hanem Városi Művelődési Központ. 1990-ben itt kezdte meg rendszeres adását az első helyi tévé, a Kapos TV.
A városi közgyűlés a rendszerváltás után, 1991 őszén határozta el, hogy az intézmény új nevet kap: Kilián György helyett Együd Árpád néprajzkutatóról nevezték el.

### Az új épület
A 21. század elejére a régi épület már elavultnak számított. Boa Árpád vezető tervező munkája nyomán 2010-ben elkezdődött az átépítés, amelynek során szinte a teljes régi épületet lebontották: ennek során 22 000 m³ elszállítandó hulladék keletkezett. Bár már 2011. augusztus 12-én megnyílt (méghozzá Rippl-Rónai József nagyszabású kiállításával, amelyet a festő születésének 150. évfordulója alkalmából rendeztek meg), de a hivatalos átadásra csak szeptember 2-án került sor. Ezen az ünnepségen részt vett Szőcs Géza kultúráért felelős államtitkár is.
2011 végén szavazásra bocsátották a kérdést, hogy mi legyen az intézmény neve: a városlakók a legtöbb szavazatot arra adták, hogy továbbra is Együd Árpádról legyen elnevezve. Bár a szavazáson az Agóra elnevezést az emberek elvetették, ma mégis néhányan használják ezt a nevet is. 2012-ben az épület falán felavatták a száz éve Kaposváron született Király Béla emléktábláját.
Amikor 2016 őszén megkezdődött a Csiky Gergely Színház felújítása, a társulat több évre az Együd Árpád Kulturális Központba költözött, itt tartották a színházi előadásokat.
2019-ig az épület előtt állt Magyarország egyik legvastagabb törzsű bálványfája, ám ezt balesetveszélyes volta miatt kivágták.

## Leírás
Az épület Kaposvár Belvárosában, a Csokonai utcában található a Takáts Gyula Megyei Könyvtár épületével szemben. Gyalog teljesen körbejárható. A modern stílusú, a történelmi belvárosba nem illeszkedő, ám a néhány szomszédos modern épület között kevésbé kirívó, négy szintes palota fő jellegzetessége a sok szabálytalan, ferde felület, a hegyes- és tompaszögek nagy száma. Teljes alapterülete 5300 m², falfelületéből 1300 m²-t üveg tesz ki. Az építéshez több mint 3000 m³ betont használtak fel. Benne közösségi terek, kiállítóhelyiségek és színházterem is található, többek között ide költözött a Vaszary Képtár is.
Az épület előtt parkosított terület található, itt helyezték el Kling József két modern szobrát, a Magot és az Áldozati oltárt. Ugyancsak mellette található a Szilvásszentmártonig vezető Vadvirág-út szoborsorozat első tagja, egy nagy méretű, fából faragott kakasmandikó-szobor, Horváth-Béres János alkotása.

## Nevezetes vendégei és rendezvényei
1980-tól kezdve a régi és az új épületet számos híres ember meglátogatta, és rengeteg kiállítást rendeztek benne. 1980-ban Ruttkai Éva színésznő önálló estet adott, egy évvel később Balázs János festményeiből nyílt tárlat. 1982-ben országos szövetkezeti fényképkiállítást rendeztek itt, majd 1986-ban Takáts Gyulát és Kanyar József levéltárigazgatót köszöntötték ünnepi esten.
1988-ban itt kezdte meg működését a Fidesz városi csoportja, 1989 májusában pedig a Kapu folyóirat estjére került sor az épületben. A következő hónapban Király Béla tábornok tartott előadást a központban, szeptemberben pedig Orbán Viktor és Deutsch Tamás. Novemberben az MSZP is gyűlésezett az épületben, az ő vendégük Pozsgay Imre volt, 1990-ben pedig az MDF és Antall József tartott benne politikai gyűlést. Egy nappal utánuk Pongrátz Gergely 1956-os hős is beszélt a hallgatóságnak a Kiliánban.
Az 1991-től Együd Árpádról elnevezett intézményben alakult meg azévben a Nyugati Hadifoglyok Országos Szövetségének Somogy megyei csoportja, 1992-ben pedig a kaposvári ifjúsági fúvószenekar. 1993-ban Boross Péter, öt évvel később pedig Horn Gyula miniszterelnökök is ellátogattak az épületbe. 2001-ben itt rendezték a Berzsenyi Dánielről elnevezett országos vers- és prózamondó versenyt, 2007-ben pedig Pitti Katalin operaénekes adott operaestet.

## Képek

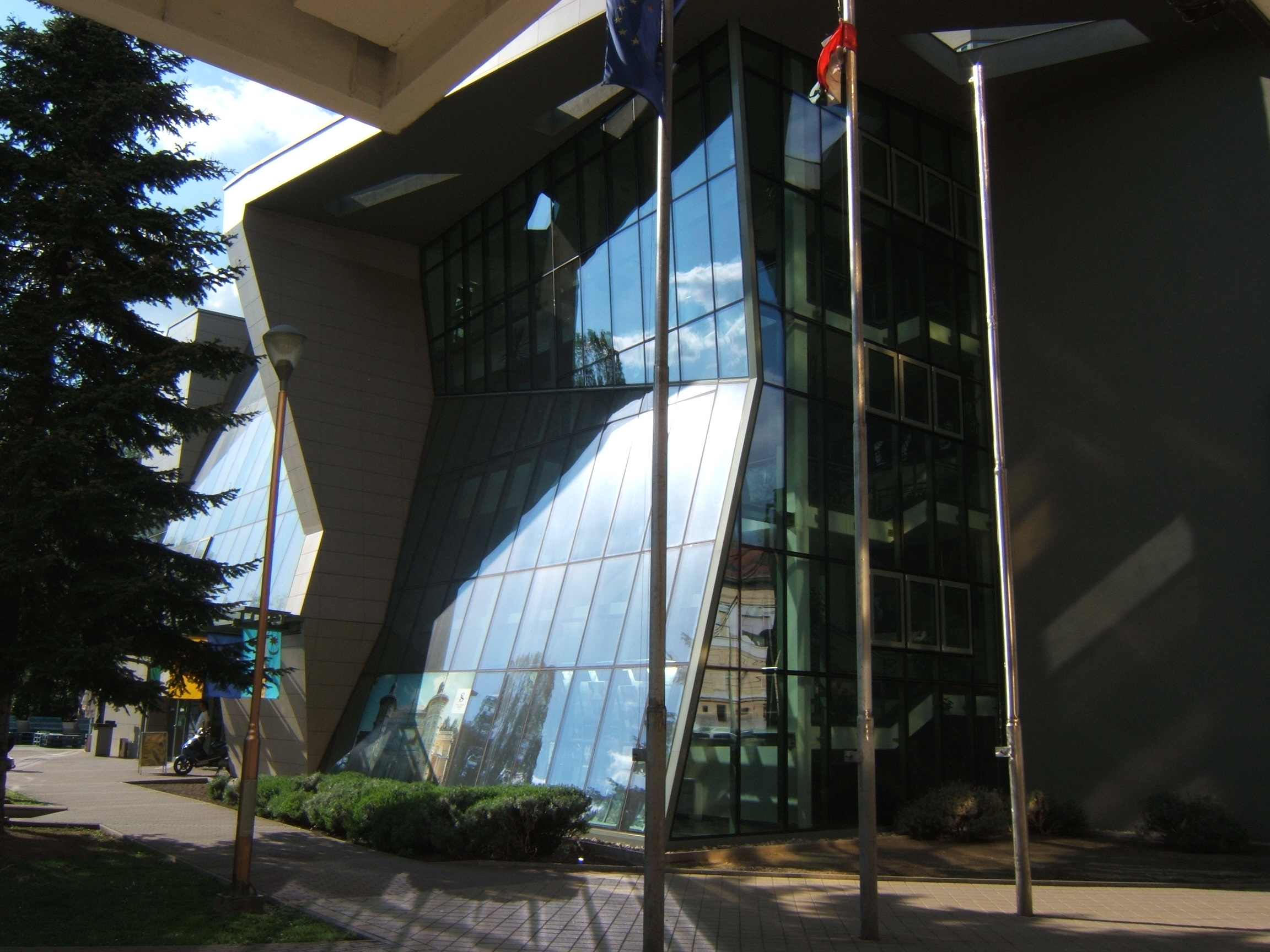
Délkeleti sarok
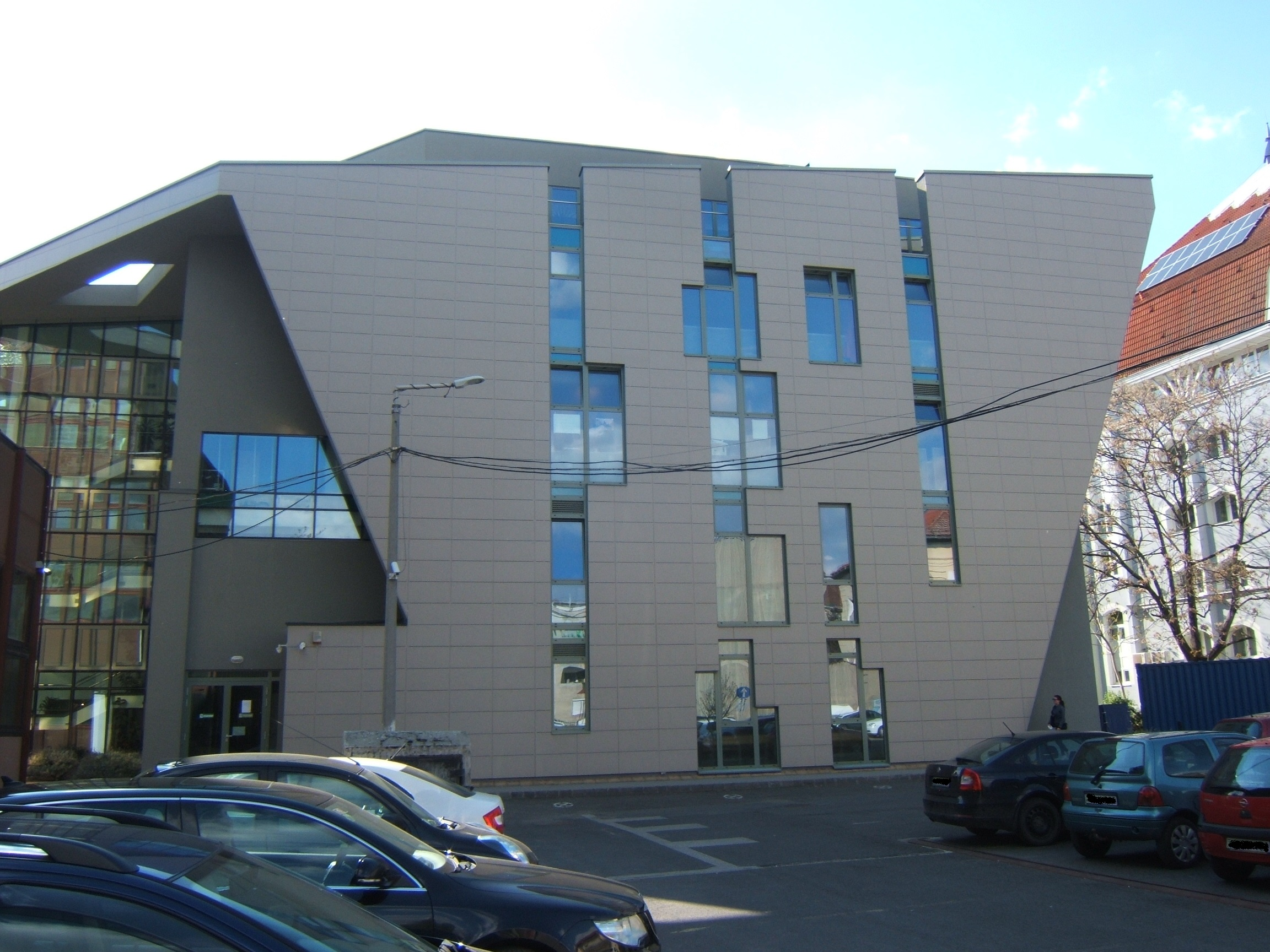
Keleti oldal
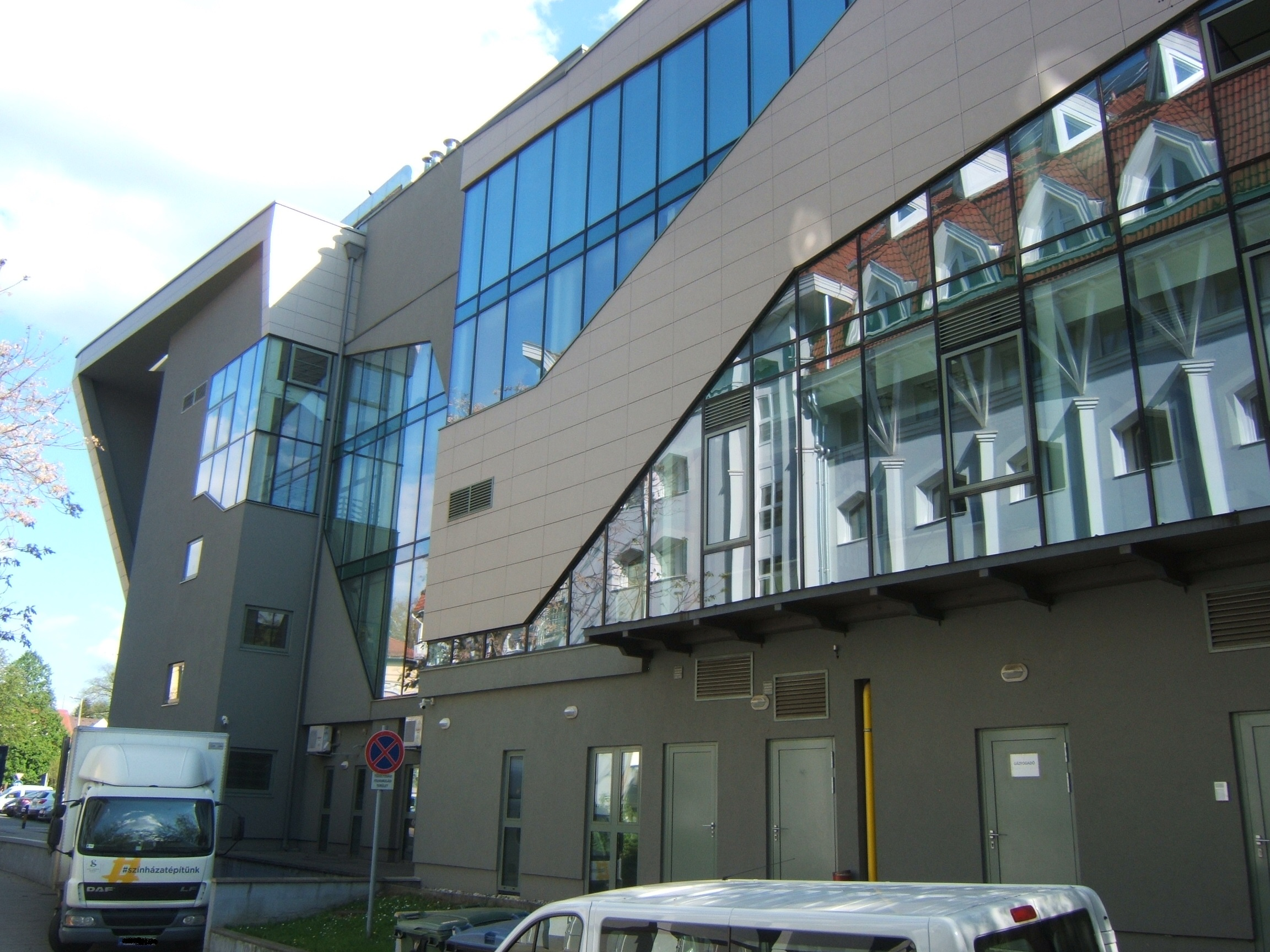
Északi oldal
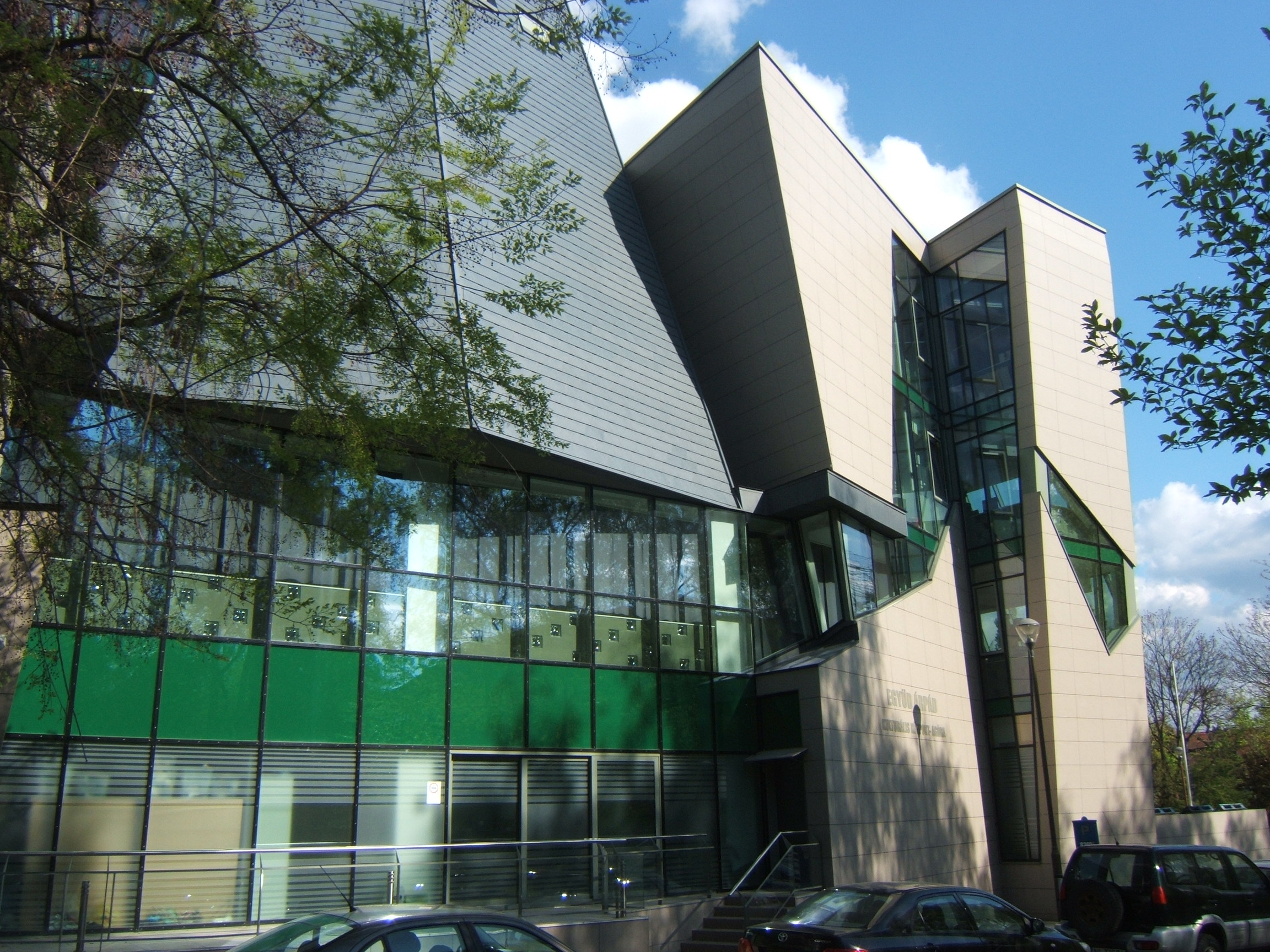
Nyugati oldal